# PortAventura Golf
Lumine Golf Club es un campo de golf situado en la Costa Dorada (España) que abrió sus puertas en el verano de 2008. Consta de 3 campos, destinados a un público tanto amateur como profesional. Asimismo, se estructura Campo Lakes, Ruins y Hills, 5 recorridos de juego, 18 hoyos y 200 hectáreas podrán acoger competiciones de alto nivel.
Greg Norman, el golfista australiano conocido como el Gran Tiburón Blanco, ha trabajado sobre el terreno en el diseño y desarrollo de los campos de golf Lakes y Ruins, en el hoyo 9 y en el hoyo 18. El campo Hills ha sido diseñado por los golfistas y diseñadores españoles Alfonso Vidaor y Magí Sardà. También participó en el diseño Green Project.
Los campos de golf de Lumine Golf Club son los primeros campos en España en recibir el certificado Audubon International Gold Signature Sanctuary.
Lumine Golf Club se complementa con las instalaciones de Lumine Beach Club.